# Communes de la wilaya de Djelfa
Pour les autres communes, voir Liste des communes d'Algérie.
Liste des communes de la Wilaya algérienne de Djelfa par ordre alphabétique :
- Aïn Chouhada
- Aïn El Ibel
- Aïn Feka
- Aïn Maabed
- Aïn Oussara
- Amourah
- Benhar
- Beni Yagoub
- Birine
- Bouira Lahdab
- Charef
- Dar Chioukh
- Deldoul
- Djelfa
- Douis
- El Guedid
- El Idrissia
- El Khemis
- Faidh El Botma
- Guernini
- Guettara
- Had-Sahary
- Hassi Bahbah
- Hassi El Euch
- Hassi Fedoul
- Messaad
- M'Liliha
- Moudjebara
- Oum Laadham
- Sed Rahal
- Selmana
- Sidi Baizid
- Sidi Ladjel
- Tadmit
- Zaafrane
- Zaccar